# Парламентські вибори в Молдові 2009 (квітень)
Парламентські вибори в Молдові 5 квітня 2009 року — шості вибори парламенту в пострадянській Молдові. У виборах взяли участь 12 політичних партій і 5 незалежних кандидатів. Виборчий поріг для партій — 6 %, для незалежних кандидатів — 3 %. Явка виборців склала 59,50 % від занесених у виборчі списки виборців, у зв'язку з чим, вибори були оголошені такими, що відбулися.
Оголошення результатів виборів викликало масові заворушення в столиці республіки.
У сформованому за результатами виборів парламенті створилася гостра опозиція до переможців комуністів. Парламент не зміг з двох спроб обрати нового президента республіки, не вистачило одного голосу, — і тому згідно з конституцією був розпущений.
Повторні вибори відбулися 29 липня 2009.

## Передісторія
Партія «Зелений альянс», партія «За народ і країну», союз праці «Патрія-Батьківщина» і незалежний кандидат Валентина Кушнір до початку виборів за власним бажанням вибули з боротьби.
Напружена ситуація виникла навколо проведення виборів в селі Коржово, розташованому на лівому березі Дністра. Придністровська сторона оголосила, що «не бачить підстав для відкриття виборчої ділянки на території мікрорайону Коржево міста Дубоссари», а молдавська сторона звинуватила придністровську митницю в незаконному арешті урн для голосування, які намагалися доставити в Коржово.
Перед виборами деякими політичними партіями були пред'явлені вимоги забезпечити право голосу молдавським громадянам, які трудяться за кордоном. Ці вимоги обумовлені величезним числом молдавських гастарбайтерів, що проживають за межами республіки. Це число за офіційними даними становить 200—300 тисяч чоловік, а по неофіційних до 1 млн. За оцінками експертів за межами Молдови знаходиться приблизно 400—600 тисяч чоловік.

## Хід виборів
Виборчі дільниці в Молдові були відкриті з 7:00 до 21:00. За ходом виборів стежило 5,5 тисяч спостерігачів. На думку деяких міжнародних спостерігачів, вибори в цілому проходили в конкурентній обстановці, пропонуючи виборцям політичні альтернативи. Незважаючи на відмічені порушення, спостерігачі від ОБСЄ і Парламентської асамблеї Ради Європи позитивно оцінили вибори. Спостерігачі від СНД заявили, що серйозних порушень зафіксовано не було, а виявлені порушення не могли істотно вплинути на підсумки виборів. В той же час, низка спостерігачів висловилися вельми критично відносно визнання демократичного характеру виборів 5 квітня 2009 р. Так, спостерігач ОБСЄ Ема Нікольсон заявила, що низка порушень не були включені в звіт ОБСЄ. Вночі 6 квітня до години ночі комуністи мали близько 35 відсотків голосів, а опозиція близько 45 відсотків. До 8 годин цифри різко змінилися на користь правлячої партії. Спостерігач від ОБСЄ заявила, що має достатній досвід спостереження виборів в цьому регіоні і звіт ОБСЄ був дуже м'який. Явка склала 59,49% від занесених у виборчі списки виборців. Найнижча явка була зафіксована в Бельцях (50,94%), найвища — в Бессарабськом районі (81,42%). Явка в Кишиневі склала 61,46%.

## Попередні результати
За попередніми даними на 13:00 6 квітня, після обробки 97,93% бюлетенів, Партія комуністів отримала 49,96% голосів виборців, Ліберальна партія — 12,79% голосів, Ліберально-демократична партія — 12,26%, Альянс «Наша Молдавія» — 9,81%. Проте лідери опозиції, незадоволені результатами, пообіцяли почати масові акції протесту. Ввечері того ж дня близько 2 тисяч молодих людей зібралися у пам'ятника Стефану Великому в центрі Кишинева на акцію протесту і рушила у бік президентури, перекривши центральну вулицю столиці. Маніфестанти скандували гасла: «Геть комуністів!», «Краще бути мертвим, чим комуністом!», «Свобода!», «Зміни — це ми!».
Попередні результати на 9 квітня (100% підрахованих голосів):
| Партія / кандидат                         | Голосів | %       | Мандатів |
| ----------------------------------------- | ------- | ------- | -------- |
| Соціал-демократична партія                | 56 354  | 3,72 %  | 0        |
| Ліберальна партія                         | 193 996 | 13,14 % | 15       |
| Альянс «Наша Молдова»                     | 148 697 | 9,77 %  | 11       |
| Християнсько-демократична народна партія  | 45 895  | 3,03 %  | 0        |
| Партія комуністів Республіки Молдова      | 757 393 | 49,48 % | 60       |
| Ліберально-демократична партія            | 185 965 | 12,43 % | 15       |
| Демократична партія                       | 44 938  | 2,96 %  | 0        |
| Центристський союз Молдови                | 41 767  | 2,75 %  | 0        |
| Рух «Європейська дія»                     | 15 255  | 1,01 %  | 0        |
| Партія духовного розвитку «Єдина Молдова» | 3 304   | 0,22 %  | 0        |
| Консервативна партія                      | 4 333   | 0,29 %  | 0        |
| незалежний кандидат Сергій Банарь         | 8 713   | 0,57 %  | 0        |
| незалежний кандидат Штефан Уриту          | 2 743   | 0,18 %  | 0        |
| незалежний кандидат Віктор Рейлян         | 651     | 0,04 %  | 0        |
| Республіканська партія                    | 1 419   | 0,09 %  | 0        |
| незалежний кандидат Тетяна Цимбаліст      | 2 453   | 0,16 %  | 0        |
| незалежний кандидат Олександр Ломакін     | 2 564   | 0,17 %  | 0        |

## Безлад

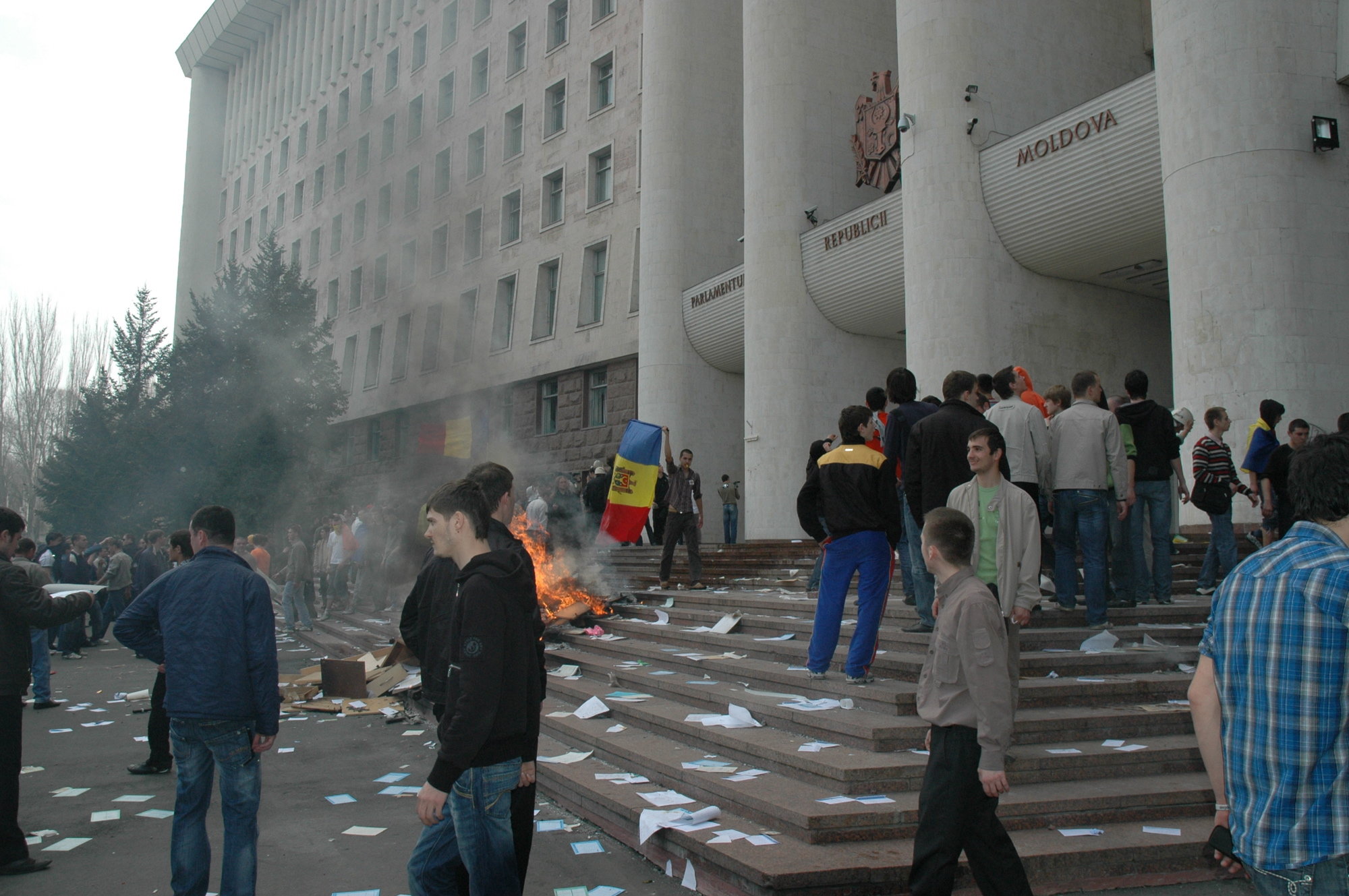

7 квітня мітинг переріс у безлад, в ході якого мітингувальники захопили президентський палац та будівлю парламенту. Як наслідок кількасот осіб було заарештовано, 3 особи померли за таємничих обставин, 270 було поранено.

## Рішення Конституційного суду
Дочекавшись офіційного оголошення результатів виборів ЦВК, Конституційний суд Молдови на екстреному засіданні в неділю, 12 квітня, постановив протягом 9 діб перерахувати голоси на виборах до парламенту. З проханням про повний і транспарентний перерахунок голосів до Конституційного суду звернувся лідер Компартії, яка перемогла на виборах, президент Молдови Володимир Воронін.
Опозиція звинувачувала владу в наявності в списках виборців численних мертвих душ і відсутніх громадян. На її думку, перерахунок голосів не дасть нічого, натомість створить нові ризики фальсифікацій при пересуванні бюлетенів. Натомість контролю мають піддатися списки виборців.
Оголошений 17 квітня перерахунок голосів на виборах в законодавчі збори Молдавії не змінив розстановку сил в новому складі парламенту. Нові дані відрізнялися від підсумків першого підрахунку голосів на соті долі відсотка, у результаті перемогу на виборах отримали комуністи: комуністи одержать 60 мандатів, ліберали і ліберал-демократи — по 15, альянс "Наша Молдова" — 11.

## Виноски
1. ↑  В Молдавии проходят парламентские выборы. Архів оригіналу за 30 березня 2015. Процитовано 12 квітня 2009.
2. ↑  Молдавский эксперт: Избирательный участок в Коржево не готов к выборам 5 апреля
3. ↑  Боцан И. Голосование молдаван за рубежом
4. ↑  В Молдавии начались парламентские выборы
5. ↑  Несмотря на нарушения и использование админресурса, международные наблюдатели положительно оценили выборы в Молдавии
6. ↑  OSCE Press release: Moldova's elections met many international standards, but further improvements are needed, observers say
7. ↑  Наблюдатели от СНГ: Нарушения в ходе выборов в парламент Молдавии не могли существенно повлиять на их итоги
8. ↑  Голоса должны быть пересчитаны либо даже следует организовать повторные выборы
9. ↑  Явка по округам на сайте избирательной комиссии. Архів оригіналу за 10 квітня 2009. Процитовано 12 квітня 2009.
10. ↑  «Коммунистам рано открывать шампанское»: молдавская оппозиция не признает итоги выборов и намерена вывести людей на улицу
11. ↑  «Лучше быть мертвым, чем коммунистом!»: в Кишиневе две тысячи человек блокировали движение в центре города
12. ↑  КС Молдови постановив перерахувати голоси на виборах
13. ↑  Після перерахунку голосів розклад у парламенті Молдови не змінився